# Ehon Hyaku Monogatari

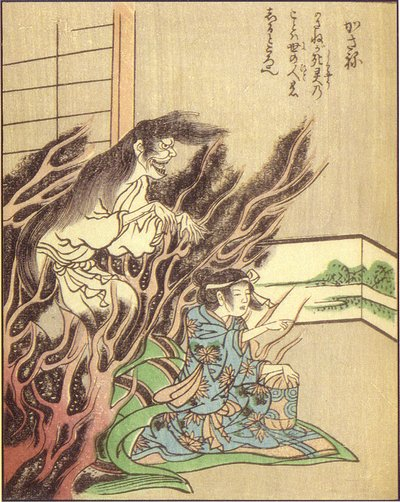
Kasane (累), Ilustração presente no 4° volume

O Ehon Hyaku Monogatari (絵本百物語), também conhecido como Tōsanjin Yawa (絵本百物語) é um livro japonês do artista Takehara Shunsen, publicado em 1841. Esse livro tem um estilo muito parecido com a série Gazu Hyakki Yakõ de Toriyama Sekien. Ele é um bestiario de fantasmas, monstros, e espíritos que são categorizados como youkai.

## Lista das criaturas

### Primeiro volume
- Hakuzōsu|白蔵主}}
- Hienma|飛縁魔}}
- Kowai|狐者異}}
- Kowai|狐者異}}
- Shio-no-Chōji|塩の長司}}
- Isonade|磯撫}}
- Shinigami|死神}}
- Nojukubi|野宿火}}
- Nebutori|寝肥}}
- Ōgama|大蝦蟇}}

### Segundo volume
- Mamedanuki|豆狸}}
- Yamachichi|山地乳}}
- Yanagi-onna|柳女}}
- Rōjin-no-hi|老人火}}
- Tearai-oni|手洗鬼}}
- Shussebora|出世螺}}
- Kyūso|旧鼠}}
- Futakuchi-onna|二口女}}
- Mizoidashi|溝出}}

### Terceiro volume
- Kuzunoha|葛の葉}}
- Shibaemon-tanuki|芝右衛門狸}}
- Basan|波山}}
- Katabiragatsuji|帷子辻}}
- Haguro-bettari|歯黒べったり}}
- Akaei-no-uo|赤ゑいの魚}}
- Funayūrei|船幽霊}}
- Mizukoi-yūrei|水乞幽霊}}

### Quarto volume
- Teoi-hebi|手負蛇}}
- Goi-no-hikari|五位の光}}
- Kasane|累}}
- Okiku-mushi|於菊虫}}
- Noteppō|野鉄砲}}
- Tenka|天火}}
- Nogitsune|野狐}}
- Onikuma|鬼熊}}
- Kaminari|雷電}}

### Quinto volume
- Azukiarai|小豆洗}}
- Yama-otoko|山男}}
- Tsutsugamushi|恙虫}}
- Kaze-no-kami|風の神}}
- Kajiga-baba|鍛冶が嬶}}
- Yanagi-baba|柳婆}}
- Katsura-otoko|桂男}}
- Yoru-no-gakuya|夜楽屋}}
- Maikubi|舞首}}

## Referencias
- (em japonês) — Banco de datos sobre Youkai
- (em japonês) — E-hon
- (em japonês) — Biblioteca virtual